# Gizelle Maritan
Gizelle Maritan (São Paulo, 17 de julho de 1980) é uma modelo, apresentadora e dançarina brasileira.
É conhecida por seus trabalhos como dançarina no grupo Axé Blond e no Banana Split e como apresentadora do canal de TV fechada Multishow.

## Carreira
Giselle começou em banda de baile, com 14 anos, que se chamava Linha de Frente, e lá ficou por dois anos. Depois participou de uma banda de show chamada Energia Baiana, na qual ficou por mais dois anos.
Em 1998, participou do concurso para "Nova Loira do Tchan". Neste concurso, recebeu o convite para integrar o grupo Axé Blond. Em junho de 2000, foi capa da revista Playboy, ao lado das colegas de grupo Thaís Gattollin e Daniela de Almeida. As fotos foram feitas por J.R. Duran.
Em 2007, participou do programa humorístico Sem Controle, do SBT.
Em 2008, foi repórter do RockGol, programa de futebol da MTV Brasil. Em agosto do mesmo ano, posa para a Revista VIP.
No canal Multishow, apresentou o programa "Cidade Nua"
Em 2019, é coroada como madrinha do Bloco União, do Carnaval Paulista.

## Vida pessoal
Namorou o cantor Márcio Duarte, na época, vocalista do grupo de pagode Desejos.
Se tornou mãe em 2019.
É torcedora do Corinthians.